# 藤村美樹 (声優)
藤村 美樹（ふじむら みき）は、日本の女性声優。主にアダルトゲームに声をあてている。

## 出演
太字はメインキャラクター。

### アダルトゲーム
- 聖翼学園セラフィタ あくぃれじあ白書（1997年、鬼堂飛鳥）
- 脅迫 ～終わらない明日～（1998年、秋山桜）
- 月花美人（1998年、伊東霖）
- 拘束 アルクイユの狂宴（1998年、高嶺律子）
- P.S.@【ぴ〜えす】（1998年、薫）
- 続月花美人 桜花の頃（1999年、西園寺深雪、ヒミコ南條）
- 漂泊者の子守歌（1999年、ハンナ、カーメネフ夫人、ナレーション）
- 真・瑠璃色の雪〜ふりむけば隣に〜（2000年、今日野香織）
- けらくの王－快楽の王－（2001年、藤村美夜子）
- それが僕等の恋愛生活（2003年、芦屋瑞穂、阿倍野まどか）
- 淫乱病棟24時（2004年、田辺良江）
- 牝贄女教師 私は彼の前で跪く（2007年、御崎玖美子）

### OVA
- けらくの王 -快楽の王- 中編（2002年、藤村美夜子）
- 月花美人（2002年、伊東霖[1][2]）
- 恥辱診察室（2003年、木下愛恵）